# Nepal (Schiff)
Die Nepal (Kennung: G25), in der Literatur und im Sprachgebrauch regelmäßig auch mit dem Präfix HMAS bezeichnet, war ein Zerstörer der N-Klasse.
Der Zerstörer sollte ursprünglich den Namen Norseman erhalten und wurde wie vier seiner Schwesterschiffe von der Royal Navy an die Royal Australian Navy (RAN) verliehen und im Mai 1942 als Nepal für die RAN in Dienst gestellt. Die Fertigstellung des Schiffes war durch Beschädigungen des Schiffes bei einem Luftangriff auf die Bauwerft erheblich verzögert worden. Für den Einsatz im Zweiten Weltkrieg wurde die Nepal mit den Battle Honours Indian Ocean 1942–45, Burma 1944–45, Pacific 1945 und Okinawa 1945 ausgezeichnet.
Im November 1945 schied der Zerstörer aus dem Dienst der RAN aus und wurde in Sydney als HMS Nepal von der Royal Navy übernommen und bis zum 28. Dezember 1945 nach Portsmouth überführt. Dort und in Rosyth diente sie bis zum November 1950 als Schulschiff der Torpedoschule, ehe die Nepal in Devonport der Reserve zugeführt wurde. Eine geplante weitere Nutzung des Zerstörers als U-Boot-Abwehr-Fregatte fand nicht statt und im Januar 1956 begann der Abbruch des Zerstörers.

## Geschichte
Die spätere Nepal wurde am 15. April 1939 mit weiteren sieben Einheiten der N-Klasse bestellt und sollte den Namen Norseman erhalten. Die Schiffe waren nur geringfügig veränderte Nachbauten der 1937 bestellten J- und K-Klasse. Auftragnehmer für je zwei Neubauten waren vier Werften, die auch zwei Einheiten der Bestellung 1937 gebaut hatten, die sich 1939 in der Ablieferung befanden. Die Norseman wurde bei John I. Thornycroft & Company in Woolston bei Southampton am 9. September 1939 auf Kiel gelegt. Am 18. Dezember 1940 wurde der im Bau befindliche Zerstörer bei einem deutschen Luftangriff auf die Bauwerft durch einen direkten und zwei Nahtreffer schwer beschädigt. Bei diesem Bombenangriff wurde auch der im Bau befindliche Zerstörer Opportune des ersten Kriegsbauprogramms schwer getroffen. Die notwendigen Reparaturen verzögerten den Stapellauf der Norseman bis zum 4. Dezember 1941.
Während der Ausrüstung der acht Einheiten der N-Klasse entschied sich die Royal Navy, alle acht Einheiten alliierten Marinen zur Verfügung zu stellen. Fünf erhielt die Royal Australian Navy, zwei die niederländische Marine und das erste ging an die polnische Marine (Piorun). Die beiden bei Thornycroft im Bau befindlichen Zerstörer Norman und Norseman sollten anfangs an die Niederländische Marine abgegeben werden. Nach dem Bombenangriff auf die Bauwerft und der zu erwartenden Verzögerung der Fertigstellung der Schiffe wurden die beiden bei Denny im Bau befindlichen Zerstörer für die Abgabe an die Niederlande bestimmt.

Der Verlust des Zerstörers Gurkha der L-Klasse am 17. Januar 1942 führte zur Umbenennung der in der Endausrüstung befindlichen Norseman in Nepal zu Ehren des Himalaya-Fürstentums Nepal, dessen Gurkhas ein wesentliches Element in der britischen Armee und der Royal Navy waren. Am 29. Mai 1942 wurde die HMAS Nepal als letztes Schiff der Klasse und fünftes für Australien in Dienst gestellt.

### Einsätze
Die Einfahrphase verbrachte die Nepal bei der Home Fleet in Scapa Flow und suchte dann eine Werft am Clyde auf, um Mängel zu beseitigen und erste Reparaturen durchzuführen. Nach Erledigung der Arbeiten wurde die Nepal Mitte Juli 1942 dem Truppengeleit WS 21P nach Kapstadt zugeteilt, zu dessen Sicherung noch der Kreuzer Orion und das für die Niederlande in Dienst gekommene Schwesterschiff Tjerk Hiddes (ex Nonpareil) gehörten. Die beiden Zerstörer waren für die „7th Destroyer Flotilla“  bei der Eastern Fleet bestimmt, wo schon die australischen Schwesterschiffe Napier, Nizam und Norman Dienst taten.
Der Konvoi bestand aus den fünf Truppentransportern Empress of Japan (der späteren Hanseatic), Duchess of Atholl, Duchess of York, Oronsay und  Windsor Castle. Südlich von Freetown vereinigte sich der Konvoi mit dem amerikanischen Geleitzug AS 4 von acht Frachtschiffen mit einer Sicherung der US Navy. Die zehn Richtung Alexandria weiterlaufenden Truppentransporter und Frachter begleiteten die beiden Zerstörer noch bis zur kenianischen Küste, wo sie zur „7th Destroyer Flotilla“ in Kilindini Harbour traten. Die Nepal sicherte in der Folgezeit die Verbände der Eastern Fleet.
Ab dem 10. September 1942 gehörte er zu den Einheiten, die den Abschluss der Besetzung Madagaskars durch die Landung einer Infanteriebrigade bei Majunga unterstützten. Neben ihr wurden u. a. auch ihre australischen Schwesterschiffe Napier, Nizam und Norman sowie die niederländischen Van Galen und Tjerk Hiddes eingesetzt.
Der Zerstörer nahm in den letzten Monaten 1942 und 1943 defensive Aufgaben im Indischen Ozean wahr und sicherte Einheiten der Eastern Fleet oder verstärkte die Sicherung von durch den Einsatzbereich laufenden Truppentransporten.
Ende März 1944 nahm die British Eastern Fleet mit ihren schweren Einheiten und zehn Zerstörern, darunter die Nepal und ihre Schwesterschiffe Napier, Norman, Van Galen und Tjerk Hiddes, südwestlich der Cocos-Insel eine US-Navy-Task-Group mit dem Träger Saratoga und drei Zerstörern auf, die mit den Briten offensive Aktionen durchführen sollte.
Mitte April erfolgte der erste Raid der Flugzeugträger Illustrious und der amerikanischen Saratoga gegen japanische Einrichtungen auf der Insel Sabang (Operation Cockpit), an dem die Nepal zusammen mit den Schwesterschiffen Napier, Nizam und Van Galen in der Deckungsgruppe um die Schlachtschiffe Queen Elizabeth, Valiant sowie der französischen Richelieu teilnahm. Im Mai erfolgte ein weiterer Raid der beiden Träger gegen Surabaja, an dem die Nepal mit Napier und Van Galen wieder in der Deckungsgruppe teilnahm.
Nach einer Überholung des Zerstörers in der zweiten Jahreshälfte in Australien, erfolgten weitere Einsätze in Südostasien, im Dezember 1944 unterstützte Nepal mit Napier und kleineren Einheiten die Seeflanke der Einheiten der britischen Armee an der Küste von Arakan durch Beschuss japanischer Stellungen.
Am 2. Januar 1945 sicherten Napier und Nepal sowie die Sloop Shoreham den Transportverband, der aus Chittagong eine britische Commando Brigade an der Nordwest-Spitze der Akyab-Halbinsel an Land brachte (Operation Lightning).
Nepal unterstützte den weiteren Vormarsch der alliierten Truppen an der Burma-Front, der zum Teil durch weitere amphibische Operationen erfolgte. Der Oberbefehlshaber der Eastern Fleet nutzte dabei zeitweise den Zerstörer, um von ihm den Fortgang einzelner Aktionen zu beobachten. Ab dem 1. Februar beschoss der Zerstörer regelmäßig japanische Stellungen auf der Insel Ramree und versuchte, einen Rückzug der Japaner zu verhindern. Am 5. lief er dabei auf einen Unterwasserfelsen und beschädigte seine Steuerbordschraube. Obwohl nur noch mit einer Maschine einsetzbar, verblieb die Nepal noch eine weitere Woche im Einsatz, bevor sie zur Reparatur nach Colombo zurücklief. Am 1. März verließ das reparierte Schiff die Hauptbasis Trincomalee der Eastern Fleet mit den Geleitträgern Fencer und Ruler der Bogue-Klasse, um sich über Fremantle in Sydney der British Pacific Fleet (BPF) anzuschließen.
Im April 1945 stieß der Zerstörer zur britischen Träger Task Force, die die Landung auf Okinawa unterstützte (Operation Iceberg). Im Mai gehörte die Nepal unter anderen zusammen mit Napier, Norman und Nizam zu den Sicherungseinheiten der britischen Versorgungsgruppe, löste aber bei Bedarf auch andere Zerstörer bei der Sicherung der Kampfgruppe mit den Flugzeugträgern Indomitable, Victorious, Formidable und Indefatigable ab. Im Juni befand sich der Zerstörer nochmals für drei Wochen in Sydney und war zum Zeitpunkt des Waffenstillstands im Pazifik in Manus, der Nachschubbasis der BPF. Vier Tage nach der formalen Kapitulation traf die Nepal in der Bucht vor Tokio ein und verblieb dann fünf Wochen in japanischen Gewässern. Dann kehrte sie nach Australien zurück, wo sie in Sydney am 22. Oktober 1945 eintraf und außer Dienst gestellt wurde.

### Rückgabe und Verbleib derNepal
Im Oktober 1945 schied der Zerstörer in Sydney aus dem Dienst der RAN und wurde als HMS Norman von der Royal Navy am 19. November 1945 übernommen und nach Großbritannien von einer Besatzung aus rückkehrendem Navy-Personal nach Einsatz bei der BPF oder an Land in Australien überführt. Der Zerstörer traf am 28. Dezember 1945 in Portsmouth ein und wurde der Torpedoschule als Schulschiff zugeteilt. Dazu wurden kleinere Umbauten vorgenommen und die Nepal übernahm im Juli 1946 die Aufgaben und die Besatzung des hier zuvor eingesetzten Zerstörers Witch in Portsmouth und später in Rosyth. Am 16. November 1950 verlegte die Nepal von Rosyth nach Devonport, wo sie außer Dienst gestellt und der Reserve zugeführt wurde. Pläne, das Schiff in eine U-Boot-Abwehrfregatte vom Typ 15 umzubauen, wurden nicht umgesetzt. Der seit März 1953 in Penarth bei Cardiff aufliegende Zerstörer wurde 1955 zum Abbruch verkauft, der ab Januar 1956 bei der Firma Ward in Briton Ferry in Wales erfolgte.